# Rhabdotis
Rhabdotis is een geslacht van kevers uit de familie bladsprietkevers (Scarabaeidae). Het geslacht werd voor het eerst wetenschappelijk beschreven in 1842 door Burmeister.

## Soorten
- Rhabdotis albinigra Burmeister, 1847
- Rhabdotis albonotata Moser, 1907
- Rhabdotis allardi Antoine, Beinhundner & Legrand, 2003
- Rhabdotis aulica (Fabricius, 1781)
- Rhabdotis bouchardi Legrand, 1996
- Rhabdotis chalcea (Herbst, 1790)
- Rhabdotis corpulenta Beinhundner, 2008
- Rhabdotis darfurensis Legrand, 2011
- Rhabdotis dargei Antoine, 2006
- Rhabdotis dechambrei Antoine, Beinhundner & Legrand, 2003
- Rhabdotis fortii Antoine, Beinhundner & Legrand, 2003
- Rhabdotis gemella Legrand, 1996
- Rhabdotis giannatellii  Antoine, Beinhundner & Legrand, 2003
- Rhabdotis intermedia Burmeister, 1847
- Rhabdotis kordofana Allard, 1992
- Rhabdotis maleci Di Gennaro, 2010
- Rhabdotis mirei  Antoine, Beinhundner & Legrand, 2003
- Rhabdotis mohamedi Di Gennaro, 2010
- Rhabdotis mopti Legrand, 2011
- Rhabdotis perdix (Harold, 1879)
- Rhabdotis picta (Fabricius, 1775)
- Rhabdotis pontyi Vuillet, 1911
- Rhabdotis semipunctata (Fabricius, 1787)
- Rhabdotis sobrina (Gory & Percheron, 1833)
- Rhabdotis ugandensis  Antoine, Beinhundner & Legrand, 2003